# Sarah Marecek
Sarah Marecek (* 14. Oktober 1985 in Wien) ist eine österreichische Casterin, Filmemacherin und Schauspielerin.

## Leben
Sarah Marecek besuchte in Wien die Vienna International School, die sie mit der Matura abschloss. Am Rose Bruford College of Theatre & Performance in London absolvierte sie von 2003 bis 2007 ihre Schauspielausbildung, die sie mit dem BA (hon) in European Theatre Arts abschloss. Anschließend nahm sie an einem Schauspielworkshop an der Filmakademie Baden-Württemberg teil.
Ab 2007 war die Schauspielerin im Fernsehen in Gastrollen in den Serien SOKO Kitzbühel, Eine wie keine und Die Alpenklinik zu sehen. Außerdem spielte sie die Rolle der Mutter Hedwig im Kinofilm Männerherzen … und die ganz ganz große Liebe. 2011 gehörte sie zur internationalen Besetzung in David Cronenbergs Eine dunkle Begierde. Zuletzt war sie 2012 in dem Kinofilm Diaz – Don’t Clean Up This Blood von Daniele Vicari zu sehen und beendete nach diesem Engagement ihre Schauspieltätigkeit.
Zwischenzeitlich nach Berlin übersiedelt, arbeitete sie ab 2012 als Redakteurin in der Agentur Lux. Im Jahr 2014 begann sie als freie Casterin zunächst für kommerzielle Produktionen bei Tröber Casting. Von 2015 bis 2017 war sie bei Talksmall für Sprecher-Castings tätig, seit August 2019 bei den Berliner nhb.studios. Seit Anfang 2020 arbeitet sie als Voice Over Coach und leitet Workshops in Berlin und London bei Cours Florent und Tileyard Education.
Im Jahr 2018 ging Marecek von Berlin aus an die Universität Stellenbosch in Südafrika, um dort englische Literatur zu studieren. Nach Eigendarstellung bemerkte sie, kurz nachdem sie sich eingeschrieben hatte, eine für sie beunruhigende Stille um die zu dem Zeitpunkt landesweiten Proteste, gerichtet gegen Rassismus und Diskriminierung an dieser Universität (siehe Universität Stellenbosch #Kritik). Von Mai 2018 bis November 2019 drehte sie um diese Thematik mit Walking Stellenbosch ihren ersten Dokumentarfilm.
Sarah Marecek, die in Berlin lebt, ist die Tochter des Schauspielerpaares Christine und Heinz Marecek. Sie ist wie die Mutter Schweizer Staatsbürgerin und ist eine Enkelin des Schweizer Opernsängers Ernst Haefliger. Ihr Bruder Ben Marecek ist ebenfalls Schauspieler.